# 郑洪
郑洪（1955年5月—），重庆江津人，中华人民共和国政治人物，高级经济师，高级政工师，曾任重庆市人大常委会党组副书记、副主任等职务。

## 人物经历
曾任重庆市人大常委会副主任、党组成员，重庆市总工会主席。2023年3月，郑洪因为涉嫌严重违纪违法而接受中央纪委国家监委纪律审查和监察调查。同年8月30日，郑洪被中共中央纪委开除党籍。
2024年1月，陕西省西安市人民检察院向西安市中級人民法院起诉鄭弘受賄金額達人民幣5083萬餘元。2025年3月17日，陕西西安中院對郑洪以受贿罪判处有期徒刑12年6个月，并处罚金300万元，以利用影响力受贿罪判处有期徒刑九年，并处罚金200万元，决定执行有期徒刑15年，并处罚金500万元。4月24日，中央纪委国家监委披露，郑洪曾于2013年至2023年期间多次违规接受和宴请、违规参与打高尔夫活动，严重违反了中央八项规定。